# CSK WWS Samara (piłka nożna kobiet)
CSK WWS Samara (ros. Женский футбольный клуб «ЦСК ВВС» Самара, Żenskij Futbolnyj Kłub "CSK WWS" Samara) – rosyjski kobiecy klub piłkarski z siedzibą w Samarze.

## Historia
Chronologia nazw:
- 1989: Gracija Ałma-Ata (ros. «Грация» Алма-Ата)
- 1990: Merej Ałma-Ata (ros. «Мерей» Алма-Ата)
- 1991: SKA-Merej Ałma-Ata (ros. «СКА-Мерей» Алма-Ата)
- wiosna 1992: CSK WWS Togliatti (ros. «ЦСК ВВС» Тольятти)
- 1992—2004: CSK WWS Samara (ros. «ЦСК ВВС» Самара)

Kobieca drużyna piłkarska Gracija Ałma-Ata została założona w mieście Ałma-Ata w 1988. W 1990 klub debiutował w Wysszej Lidze ZSRR, w której zajął 7. miejsce. W następnym sezonie 1991 zajął 3. miejsce w 2 grupie. Również debiutował w rozgrywkach Pucharu ZSRR, w których odpadł w drugiej rundzie. W 1992 klub przeniósł się najpierw do Togliatti, a potem do Samary i pod nazwą CSK WWS Samara debiutował w Wysszej Lidze, w której zajął 2. miejsce. W 1993 zdobył pierwsze mistrzostwo, a w 1994 pierwszy Puchar Rosji. W sezonie 2002/03 klub startował w rozgrywkach Ligi Mistrzów, gdzie w ćwierćfinale przegrał z klubem Arsenal Ladies 0:2, 1:1. W 2004 przez problemy finansowe klub został rozwiązany.

## Sukcesy
- Ligi Mistrzów:

1/4 finału: 2002/03
- Wysszaja Liga:

mistrz: 1993, 1994, 1996, 2001
wicemistrz: 1992, 1995, 1997, 1998
3. miejsce: 1999, 2000, 2003
- Puchar Rosji:

zdobywca: 1994
finalista: 1995, 1996, 2002